# Brussels Cycling Classic 2013
La Brussels Cycling Classic 2013, novantatreesima edizione della corsa (fino all'anno precedente nota come Parigi-Bruxelles), valida come evento dell'UCI Europe Tour 2013 categoria 1.HC, si svolse il 7 settembre 2013 su un percorso di 197 km. Fu vinta dal tedesco André Greipel, che terminò la gara in 4h 55' 58" alla media di 39,93 km/h.
Furono 182 i ciclisti che portarono a termine la competizione.

## Squadre e corridori partecipanti
| N.      | Cod. | Squadra                 |
| ------- | ---- | ----------------------- |
| 1-8     | OPQ  | Omega Pharma-Quickstep  |
| 11-18   | LTB  | Lotto-Belisol Team      |
| 21-28   | ALM  | AG2R La Mondiale        |
| 31-38   | FDJ  | FDJ.fr                  |
| 41-48   | BEL  | Belkin Pro Cycling Team |
| 51-58   | ARG  | Team Argos-Shimano      |
| 61-68   | AST  | Astana Pro Team         |
| 71-78   | VCD  | Vacansoleil-DCM         |
| 81-88   | KAT  | Katusha Team            |
| 91-98   | CAN  | Cannondale Pro Cycling  |
| 101-108 | LAM  | Lampre-Merida           |
| 111-118 | EUS  | Euskaltel-Euskadi       |
| 121-128 | MOV  | Movistar Team           |

| N.      | Cod. | Squadra                      |
| ------- | ---- | ---------------------------- |
| 131-138 | TST  | Team Saxo-Tinkoff            |
| 141-148 | TSV  | Topsport Vlaanderen-Baloise  |
| 151-158 | AJW  | Accent Jobs-Wanty            |
| 161-168 | CRE  | Crelan-Euphony               |
| 171-178 | EUC  | Team Europcar                |
| 181-188 | COF  | Cofidis, Solutions Credits   |
| 191-198 | BSE  | Bretagne-Séché Environnement |
| 201-208 | CSS  | Champion System              |
| 211-218 | IAM  | IAM Cycling                  |
| 221-228 | MTN  | MTN-Qhubeka                  |
| 231-238 | JVC  | Ventilair-Steria             |
| 241-248 | WBC  | Wallonie-Bruxelles           |

## Ordine d'arrivo (Top 10)
| Pos. | Corridore          | Squadra       | Tempo    |
| ---- | ------------------ | ------------- | -------- |
| 1    | André Greipel      | Lotto-Belisol | 4h55'58" |
| 2    | John Degenkolb     | Argos-Shimano | s.t.     |
| 3    | Nacer Bouhanni     | FDJ.fr        | s.t.     |
| 4    | Alexander Kristoff | Katusha Team  | s.t.     |
| 5    | Davide Cimolai     | Lampre-Merida | s.t.     |
| 6    | Gerald Ciolek      | MTN-Qhubeka   | s.t.     |
| 7    | Danny van Poppel   | Vacansoleil   | s.t.     |
| 8    | Nikolas Maes       | Omega Pharma  | s.t.     |
| 9    | Kévin Réza         | Europcar      | s.t.     |
| 10   | Samuel Dumoulin    | AG2R La Mond. | s.t.     |